# 石田耕太郎
石田 耕太郎（いしだ こうたろう、1949年（昭和24年）8月8日 - ）は、日本の政治家。元鳥取県倉吉市長（3期）。

## 来歴
鳥取県倉吉市出身。1968年（昭和43年）3月、鳥取県立倉吉東高等学校卒業。1973年（昭和48年）3月、大阪市立大学法学部卒業。
1979年（昭和54年）10月、鳥取県庁に入庁。2000年（平成12年）8月、境港管理組合事務局長に就任。2009年（平成21年）4月、県営病院事業管理者に就任。
2010年（平成22年）3月28日に行われた倉吉市長選挙に立候補し初当選。2014年（平成26年）の市長選は無投票で再選。2018年（平成30年）、3選。
2022年に退任。
2023年（令和5年）春の叙勲で旭日小綬章を受章した。